# 陳和卿
陳 和卿（ちん わけい / ちん なけい、生没年不詳）は、鎌倉時代の日本で活動した中国・南宋出身の工人。

## 人物・略歴
平安時代末期（12世紀末）に来日。治承4年（1180年）の東大寺焼失後、勧進上人の重源に従い、焼損した東大寺大仏の鋳造と大仏殿の再建に尽力。
建久6年（1195年）3月13日、東大寺の再建供養式典の際、源頼朝から面会を申し入れられたが、陳は「頼朝は平家と戦った時に多くの人の命を奪っており、罪業の深い人間であるので面会したくない」と回答して面会を辞退した。頼朝はその言葉に感涙を抑え、奥州合戦の際に使用した甲冑・鞍、馬3頭、金銀を陳に贈った。しかし陳は、甲冑は造営の釘にし、鞍は寺に寄進するために受け取ったが、それ以外の物は全て頼朝に返した。
東大寺再建の功績によって、陳和卿は播磨国大部荘など5ヶ所の荘園を賜ったが、それらを重源の大勧進職に寄進して彼はその経営に関与していた。ところが、東大寺の僧侶たちから彼が材木を船を造るために流用して再建を妨害し、重源を裏切って先に寄進した荘園を押領して再び自分のものにしようとしていると告発され、元久3年（1206年）4月15日に後鳥羽上皇より「宋人陳和卿濫妨停止下文」が出されて、当該荘園及び東大寺の再建事業から追放された（『山城随心院文書』/『鎌倉遺文』2巻1613号）。新井孝重によればこの告発は事実ではなく、外部の人間である重源や陳和卿によって寺の再建の主導権を握られた東大寺の僧侶の反感によるものであったという。
建保4年（1216年）6月8日、鎌倉に赴き「当将軍は権化の再誕であり、恩顔を拝みたい」と第三代将軍源実朝への拝謁を希望した。そして6月15日に実朝に拝謁した際、実朝を三度拝み、泣き出した。実朝はその行動に辟易したが、陳は「貴方は昔宋朝育王山の長老であった。その時、我はその門弟に列していた」と述べた。それは実朝がこの5年前に見た夢に出てきた高僧の言葉と同じであり、その夢のことを実朝は誰にも話していなかったため、実朝の信任を得た。
同年11月24日、渡宋を思い立った実朝に命じられて大船を建造し始める。翌建保5年（1217年）4月17日に完成し、由比ヶ浜で曳航させたものの、船は海に浮かばず、砂浜で朽ち損じてしまった。その後の動向は定かではない。

## 作品
- 東大寺南大門狛犬

## 関連作品
小説
- 太宰治『右大臣実朝』（1943年、錦城出版社）

テレビドラマ
- 『草燃える』（1979年、NHK大河ドラマ、演：草薙幸二郎）
- 『鎌倉殿の13人』（2022年、NHK大河ドラマ、演：テイ龍進）